# قرار مجلس الأمن التابع للأمم المتحدة رقم 1943
قرار مجلس الأمن التابع للأمم المتحدة رقم 1943، الذي تم تبنيه بالإجماع في 13 أكتوبر 2010، بعد إعادة التأكيد على جميع القرارات بشأن الوضع في أفغانستان والإرهاب، بما في ذلك القرارات 1267 (1999)، 1368 (2001)، 1373 (2001)، 1386 (2001)، 1510 (2003) و1822 (2008) و1833 (2008) و1890 (2009) و1904 (2009) و1917 (2010)، مدد المجلس ولاية قوات المساعدة الدولية لإرساء الأمن العاملة في البلاد لفترة سنة واحدة.
وقد صاغ القرار تركيا.

## القرار

### أعمال
بموجب الفصل السابع من ميثاق الأمم المتحدة، تم تمديد الإذن الممنوح للقوة الدولية للمساعدة الأمنية للعمل في أفغانستان لمدة عام إضافي، حتى 13 أكتوبر 2011، مع السماح لجميع الدول المشاركة في القوة باستخدام «جميع التدابير اللازمة» للوفاء بتفويضها. وطلب المجلس تقديم مزيد من المساهمات للقوة الدولية لكي تفي بمتطلباتها التشغيلية.
في غضون ذلك، شدد القرار على أهمية تعزيز قطاع الأمن الأفغاني وحث البلدان المساهمة بقوات على مواصلة تدريب قوات الأمن الأفغانية. ورحب بالمسؤولية المتزايدة لقوات الأمن الأفغانية بهدف تحقيق قطاع أمني مكتفٍ ذاتيًا وخاضع للمساءلة. أخيرًا، كان يجب اطلاع مجلس الأمن على التطورات في أفغانستان من خلال قيادة القوة الدولية والأمين العام بان كي مون.